# Rozsochuwatka (obwód czerkaski)
Rozsochuwatka (ukr. Розсохуватка) – wieś na Ukrainie, w obwodzie czerkaskim, w rejonie zwinogródzkim. W 2025 liczyła 630 mieszkańców.